# Victor/Victoria (TV)
Victor/Victoria es una película estadounidense de 1995 dirigida por Blake Edwards, Matthew Diamond y Goro Kobayashi que adapta para televisión el musical homónimo.

## Argumento
Una cantante de cabaret descubre la fórmula del éxito al hacerse pasar por un travesti. Aunque el público que la aclama piensa que es un hombre, no saben que en realidad es una mujer disfrazada de hombre que se viste de mujer.